# 山上大神宮
山上大神宮（やまのうえだいじんぐう）は北海道函館市船見町（函館山の北麓）にある神社である。旧社格は郷社。

## 祭神
天照皇大神と豊受大神を主祭神に、後述の神々を合祀している。

## 由緒
社伝によると、応安年間（1368 - 75年）に藤坊という修験者が伊勢神宮の分霊を現在の函館市郊外にあたる亀田赤川村に祀ったのが始まりという。明暦元年（1655年）5月に尻沢辺村（現函館市住吉町）に遷座して「箱館神明宮」と称し、天和2年（1682年）に弥生町に再度遷座した（現西消防署弥生出張所付近）。
幕末の箱館戦争で榎本武揚の率いる旧幕府軍に加わった桑名藩主松平定敬の御座所とされ、明治7年（1874年）に当時の地名山ノ上町にちなんで「山上大神宮」と改称、同9年（1876年）郷社に列した。同11年（1878年）11月と翌12年12月の大火で類焼したため、一時住吉町の住吉神社に仮遷座し、同15年（1882年）9月に船見町85番地に新築遷座、更に同35年（1902年）11月、現在地に移転改築され、同40年（1907年）6月、神饌幣帛料供進神社に指定された。現在の社殿は昭和5年（1930年）6月に改築が始まり、同7年（1932年）3月に竣功したものである。

## 合祀されている神々
稲荷神社（倉稲魂神）、川濯神社（木花開耶姫命）、匠廼祖神社（手置帆負命・彦狭智命）、出雲神社（大国主命）、住吉神社（中筒男命）、秋葉神社（迦具土神・火産霊神）、薬師神社（大己貴命・少彦名命）、天満宮（菅原道真公）を合祀している。

## その他
- 幕末期、土佐藩の出身で坂本龍馬の従兄、土佐勤王党盟主の武市瑞山（半平太）とは姻戚関係にある山本琢磨（沢辺琢磨）が、第7代宮司の娘と結婚して第8代宮司となったが、後にキリスト教（正教）に改宗して当宮を去った。

- 1875年（明治8年）より前の幸坂の旧名「神明坂」はこの神社の旧名「神明社」にちなんだものである。当時は函館市立幸小学校のところにあった[1]。

## アクセス
- 函館市電函館どつく前停留場下車 徒歩15分